# Al-Mansur Abu Bakr
Al-Mansur Abu Bakr, död 1341, var en egyptisk monark. Han var regerande sultan i Mamluksultanatet Egypten mellan juni 1341 och augusti 1341.